# Tizoc: Amor indio
Tizoc: Amor indio, también conocida como Tizoc, es una película de drama romántico mexicana de 1957, escrita y dirigida por Ismael Rodríguez, y protagonizada por María Félix y Pedro Infante.

## Argumento
La historia gira en torno a un amorío entre el indígena Tizoc, habitante de la sierra de Oaxaca y María, una mujer criolla proveniente de la ciudad, aparentemente arrogante y orgullosa que al conocer a Tizoc aprende a apreciar su sencilla sabiduría y su buen corazón.

## Reparto
- María Félix como María Eugenia
- Pedro Infante como Tizoc
- Andrés Soler como Fray Bernardo
- Carlos Orellana como Don Pancho García
- Miguel Arenas como Don Enrique del Olmo
- Manuel Arvide como Cosijope
- Guillermo Bravo Sosa como Brujo
- Polo Ramos con personaje desconocido
- Eduardo Fajardo como Arturo
- Julio Aldama como Nicuil
- Alicia del Lago como Machinza

## Producción
La filmación se la cinta se llevó en locaciones de Ciudad de México, y la sierra norte de Puebla en Tenango de las Flores.

## Recepción

### Premios
La película fue galardonada con el Globo de Oro en la categoría de mejor película en lengua no inglesa en 1957, Pedro Infante ganó en ese mismo año el premio a mejor actor por su interpretación de Tizoc en el Festival de Cine de Berlín; Infante no pudo recoger su premio en Alemania, debido a que había fallecido poco antes en un accidente aéreo.